# The Argument
Albums de Fugazi
End Hits
(1998)
The Argument est le sixième album studio du groupe de post-hardcore Fugazi sorti le 16 octobre 2001, sur le label Dischord. Il a été enregistré aux studios Inner Ear Studio à Arlington, en Virginie chez Dischord entre janvier et Avril 2001. À sa sortie il a rencontré un succès auprès des critiques ainsi qu'un succès commercial. Il s'agit du dernier enregistrement avant de partir en pause indéterminée en 2003. Il n'existe aucune certitude sur une éventuelle réunion.

## Titres
Toutes les chansons ont été écrites par Fugazi.  (Lead vocals en parenthèses).
1. Untitled Intro – 0:52
2. Cashout – 4:24 (MacKaye)
3. Full Disclosure – 3:53 (Picciotto)
4. Epic Problem – 3:59 (MacKaye)
5. Life and Limb – 3:09 (Picciotto)
6. The Kill – 5:27 (Lally)
7. Strangelight – 5:53 (Picciotto)
8. Oh – 4:29 (Picciotto)
9. Ex-Spectator – 4:18 (MacKaye)
10. Nightshop – 4:02 (Picciotto)
11. Argument – 4:27 (MacKaye)

## Membres du groupe
- Guy Picciotto – chant, guitare
- Ian MacKaye – chant, guitare, piano
- Joe Lally – chant, guitare basse
- Brendan Canty – batterie, piano
- Jerry Busher – deuxième batterie, percussions
- Bridget Cross – backing vocals
- Kathi Wilcox – backing vocals
- Amy Domingues – violoncelle